# Noemí Sanín
Marta Noemí del Espíritu Santo Sanín Posada, née le 6 juin 1949 à Medellín (Colombie), est une femme politique colombienne. Membre de Sí Colombia puis du Parti conservateur, elle a exercé plusieurs fonctions ministérielles et diplomatiques et a été candidate aux élections présidentielles de 2002 et 2010.

## Biographie
Elle est ministre des Communications entre 1983 et 1986 et ministre des Affaires étrangères entre 1991 et 1994. Elle est également ambassadrice de la Colombie au Venezuela entre 1990 et 1991, en Espagne entre 2002 et 2007 et au Royaume-Uni entre 1994 et 1995 puis entre 2007 et 2009.